# Renate Pillinger
Renate Johanna Pillinger (* 25. Januar 1951 in Wien) ist eine österreichische Christliche Archäologin.

## Werdegang
Renate Pillinger studierte ab 1970 Philosophie, Klassische Philologie und Archäologie an der Universität Wien. 1976 erlangte sie die sub-auspiciis-Promotion. Im Anschluss war sie als Assistentin am Institut für Alte Geschichte und Klassische Archäologie der Universität Wien tätig. 1982 habilitierte sie sich über Römische Zwischengoldgläser. Von 1985 bis 1988 war sie leitende Mitarbeiterin bei den Ausgrabungen in Teurnia. Ab 1991 leitete sie die Abteilung „Frühchristliche Archäologie“ der Universität Wien. Sie übernahm verschiedene Gastprofessuren und leitende Positionen bei Ausgrabungen in Sandanski und Ephesos. 1997 wurde sie Außerordentliche Universitätsprofessorin am Institut für Klassische Archäologie (IKA).
Von 1999 bis 2016 war sie Universitätsprofessorin und Leiterin der von ihr begründeten Abteilung für frühchristliche Archäologie am Institut für Klassische Archäologie der Universität Wien. 2016 trat sie in den Ruhestand. Außerdem ist sie Gründerin und Herausgeberin der Mitteilungen zur christlichen Archäologie. 2010 wurde Pillinger zum wirklichen Mitglied der Philosophisch-historischen Klasse der Österreichischen Akademie der Wissenschaften gewählt.

## Schriften
- Die Tituli Historiarum oder das sogenannte Dittochaeon des Prudentius. Versuch eines philologisch-archäologischen Kommentars (= Denkschriften der philosophisch-historischen Klasse der Österreichischen Akademie der Wissenschaften. Band 142). Verlag der Österreichischen Akademie der Wissenschaften, Wien 1980, ISBN 3-7001-0342-5.
- Studien zu römischen Zwischengoldgläsern 1: Geschichte der Technik und Das Problem der Authentizität (= Denkschriften der philosophisch-historischen Klasse der Österreichischen Akademie der Wissenschaften. Band 110). Verlag der Österreichischen Akademie der Wissenschaften, Wien 1984, ISBN 3-7001-0617-3.
- Das Martyrium des heiligen Dasius (= Sitzungsberichte der philosophisch-historischen Klasse der Österreichischen Akademie der Wissenschaften. Band 517). Verlag der Österreichischen Akademie der Wissenschaften, Wien 1988, ISBN 3-7001-1514-8.
- mit Aleksandar Mincev und Petko Georgiev: Ein frühchristliches Grabmal mit Wandmalerei bei Ossenovo (Bezirk Varna/Bulgarien) (= Schriften der Balkan-Kommission der Österreichischen Akademie der Wissenschaften, Antiquarische Abteilung. Band 17). Verlag der Österreichischen Akademie der Wissenschaften, Wien 1989, ISBN 3-7001-1658-6.
- Der Apostel Andreas. Ein Heiliger von Ost und West im Bild der frühen Kirche (Ikonographisch-ikonologische Studie) (= Sitzungsberichte der philosophisch-historischen Klasse der Österreichischen Akademie der Wissenschaften. Band 612). Verlag der Österreichischen Akademie der Wissenschaften, Wien 1994, ISBN 3-7001-2147-4.
- Die Bulgarisch-orthodoxe Kirche in Wien und Das sichtbare Gotteshaus als Abbild des geistigen Kirchenbaus – nach östlicher Tradition. Ostag, Wien 1997.